# Saint-Étienne-du-Rouvray
Saint-Étienne-du-Rouvray är en kommun i departementet Seine-Maritime i regionen Normandie i norra Frankrike. Kommunen är chef-lieu över 2 kantoner som tillhör arrondissementet Rouen. År 2022 hade Saint-Étienne-du-Rouvray 28 653 invånare.

## Befolkningsutveckling
Antalet invånare i kommunen Saint-Étienne-du-Rouvray
| Referens: INSEE |